# San Sebastián Tecomaxtlahuaca
San Sebastián Tecomaxtlahuaca är en kommun i Mexiko.   Den ligger i delstaten Oaxaca, i den sydöstra delen av landet, 260 km söder om huvudstaden Mexico City.
Följande samhällen finns i San Sebastián Tecomaxtlahuaca:
- San Marcos Xinicuesta
- Guadalupe Nundaca
- Río de Hielo Juárez
- Santo Niño Jesús Yucuyi
- El Calvario
- Sabino Solo
- El Portezuelo
- Santa Cruz Rancho Viejo
- Zaragoza Alacranes
- Ánimas Yucuniciasi o Yucunicani
- Cruz Verde
- San José el Espinal
- Cañada de Lobo